# Angelo Ferrari
Pour les articles homonymes, voir Ferrari.
Angelo Ferrari (14 août 1897 – 15 juin 1945) est un acteur italien, connu pour son activité dans le cinéma allemand dans les années 1920, 1930 et 1940.

## Filmographie
- 1922 : La donna nuda
- 1923 : The Green Manuela (en)
- 1923 : Samson
- 1924 : The Faces of Love
- 1924 : Prater
- 1925 : The Circus Princess
- 1925 : Cyrano de Bergerac d'Augusto Genina
- 1925 : Jealousy
- 1925 : The Golden Calf
- 1925 : Die Motorbraut de Richard Eichberg
- 1926 : The Clever Fox
- 1926 : Tea Time in the Ackerstrasse
- 1926 : Battle of the Sexes
- 1926 : When She Starts, Look Out
- 1926 : The Flight in the Night
- 1926 : Roses from the South
- 1926 : Young Blood
- 1927 : Tête haute, Charly !
- 1927 : Circus Renz
- 1927 : My Aunt, Your Aunt
- 1927 : Naples is a Song
- 1927 : The Transformation of Dr. Bessel
- 1927 : Orient Express
- 1928 : Unfug der Liebe
- 1928 : The Lady and the Chauffeur
- 1928 : Odette
- 1928 : L'Enfer d'amour
- 1928 : Five Anxious Days
- 1928 : The Sinner
- 1928 : The Story of a Little Parisian
- 1928 : The Duty to Remain Silent
- 1928 : The Carousel of Death
- 1928 : Flammes
- 1928 : Villa Falconieri
- 1929 : The Third Confession
- 1929 : Distinguishing Features
- 1929 : The Youths
- 1929 : Revolt in the Batchelor's House
- 1929 : Drei Tage auf Leben und Tod - aus dem Logbuch der U.C.1
- 1930 : Of Life and Death
- 1930 : Troika
- 1930 : General Babka
- 1931 : Der Liebesexpreß
- 1931 : Road to Rio
- 1931 : Der Raub der Mona Lisa
- 1931 : Queen of the Night
- 1932 : Melody of Love
- 1932 : The Escape to Nice
- 1932 : One Night with You
- 1933 : Idylle au Caire
- 1933 : Model Wanted
- 1933 : Season in Cairo
- 1934 : So endete eine Liebe
- 1934 : Toi que j'adore
- 1935 : Stradivari (en)
- 1936 : Stadt Anatol
- 1936 : The Night With the Emperor
- 1936 : Escapade
- 1936 : Under Blazing Heavens
- 1936 : Love's Awakening
- 1936 : Victoria in Dover
- 1937 : My Friend Barbara
- 1937 : Fridericus
- 1937 : Diamonds
- 1937 : Tango Notturno
- 1937 : Madame Bovary
- 1937 : On a tué Sherlock Holmes
- 1937 : My Son the Minister
- 1937 : Condottieri
- 1937 : Such Great Foolishness
- 1937 : Togger
- 1937 : Fanny Elssler
- 1938 : Faded Melody
- 1938 : Napoleon Is to Blame for Everything
- 1938 : Nanon
- 1938 : The Impossible Mister Pitt
- 1938 : Comrades at Sea
- 1938 : Red Orchids
- 1939 : Maria Ilona
- 1939 : The Dream of Butterfly
- 1939 : Marriage in Small Doses
- 1939 : Congo Express
- 1939 : Aufruhr in Damaskus
- 1939 : Der singende Tor
- 1940 : A Man Astray
- 1940 : Between Hamburg and Haiti
- 1940 : Counterfeiters
- 1940 : The Three Codonas
- 1940 : Roses in Tyrol
- 1941 : The Swedish Nightingale
- 1941 : Jenny détective (Jenny und der Herr im Frack)
- 1941 : En selle pour l'Allemagne
- 1941 : Goodbye, Franziska
- 1941 : Le Musicien errant (Friedemann Bach)
- 1942 : Diesel
- 1942 : The Thing About Styx
- 1942 : Attentat à Bakou
- 1943 : Carnival of Love
- 1943 : Tragique destin
- 1943 : Laugh Bajazzo
- 1943 : Tonelli
- 1943 : Bravo Acrobat!
- 1943 : Le Chant de la métropole (Großstadtmelodie)
- 1943 : A Salzburg Comedy
- 1943 : Les femmes ne sont pas des anges
- 1944 : The Impostor
- 1945 : A Man Like Maximilian (en)
- 1949 : Law of Love (en)